# Station Nakło nad Notecią
Station Nakło nad Notecią is een spoorwegstation in de Poolse plaats Nakło nad Notecią.